# John Tanner (Abenteurer)

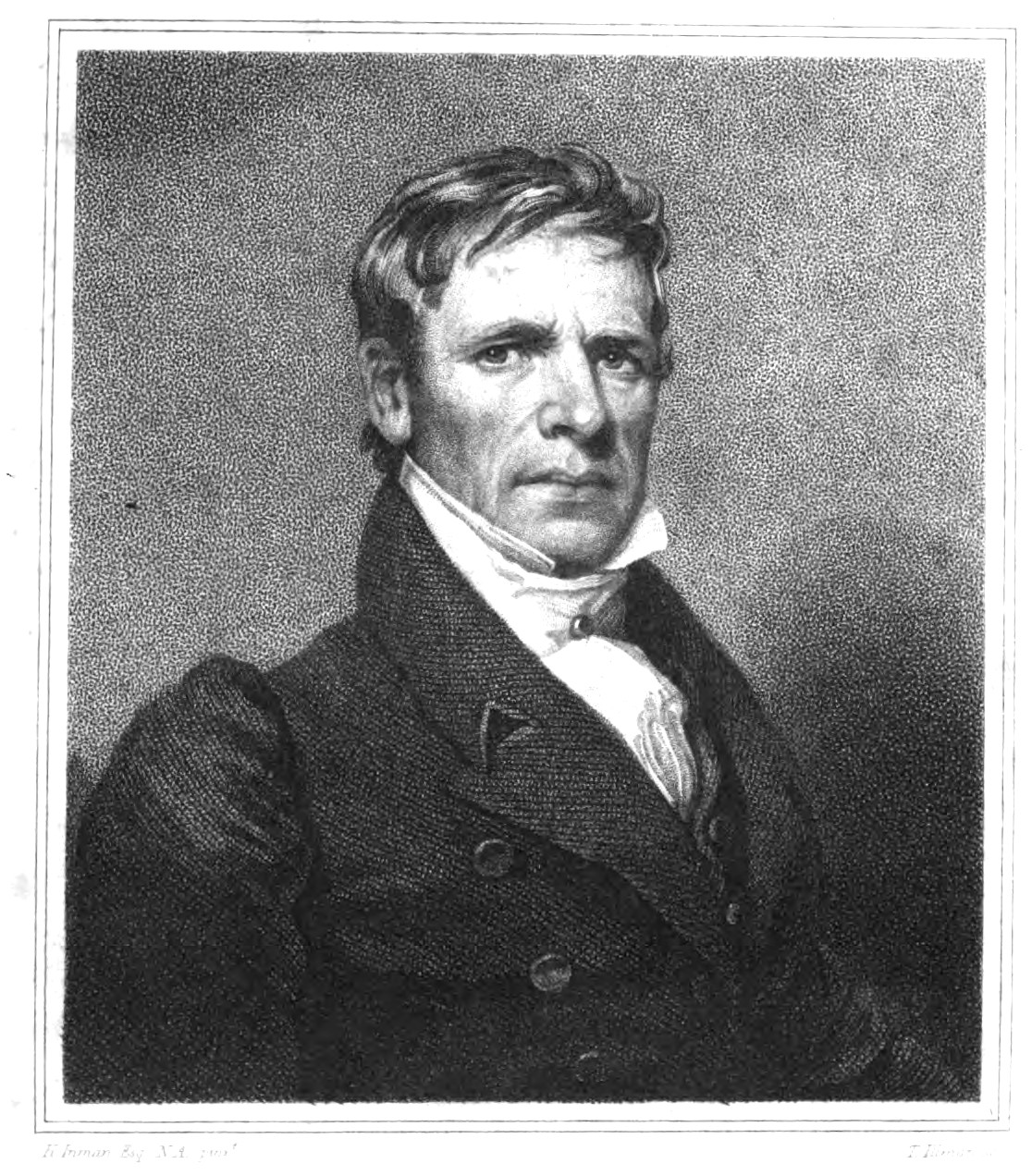
John Tanner

John Tanner (Ojibwe-Name Shaw-shaw-wa-ne-ba-se = „Der Falke“, in moderner Schreibweise: Zhaashaawanibiisi; * um 1780; † nach 1846) war ein nordamerikanischer Pelztierjäger, Scout und Dolmetscher.
Tanner wurde von Ojibwe-Indianern entführt, als er neun Jahre alt war. Die Geschichte seines Lebens unter den nordamerikanischen Indianern wurde 1830 von Edwin James veröffentlicht und gilt bis heute als wichtiges historisches Dokument.

## Familie
John Tanner wurde um 1780 geboren. Seine Mutter starb, als er zwei Jahre alt war. Sein Vater, der ebenfalls John Tanner hieß, war ein ehemaliger Prediger aus Virginia.
John Tanner war mindestens dreimal verheiratet und hatte mindestens neun Kinder.
Ein Enkel Tanners, der ebenfalls John Tanner hieß, ließ sich am Little Saskatchewan River nieder, wo er eine Fähre betrieb. Der Ort wurde als Tanner’s Crossing bekannt. Dies ist der heutige Standort von Minnedosa in der kanadischen Provinz Manitoba.

## Leben
Nach dem Tod von John Tanners Mutter, etwa im Jahr 1782, ging die übrige Familie zunächst nach Elk Horn in West-Virginia und ließ sich dann 1789 in Kentucky am Ohio River in der Nähe seines Zusammenflusses mit dem Great Miami River nieder. Die Gegend galt als gefährlich, da die dort ansässigen Shawnee ihr Land gegen die europäischen Eindringlinge verteidigten.
Im Alter von neun Jahren wurde Tanner 1789 von zwei Ottawa-Männern entführt und nach Norden in das Michigan-Territorium verschleppt. In den ersten zwei Jahren seiner Gefangenschaft wurde er misshandelt, doch dann wurde er an eine Ottawa-Frau namens Net-no-kwa verkauft, die Tanner adoptierte und ihn freundlicher behandelte. Von 1790 bis etwa 1820 lebte Tanner mit den Ojibwe und Saulteaux in den Regionen der Großen Seen und des Red River of the North.
Während der Zeit, in der Tanner bei den Ojibwe und Saulteaux lebte, begann sich deren traditionelle Lebensweise als Jäger und Fallensteller in den nördlichen Wäldern zu verändern. Ihre bisherige Subsistenzwirtschaft wurde allmählich von der gewinnorientierten Pelztierjagd verdrängt; die Geldwirtschaft gewann an Bedeutung. Betrügerische Händler, das Überjagen der Wildtiere und die Einführung von Feuerwaffen und Alkohol wirkten sich negativ auf die indigenen Stämme dieser Region aus.
Im Jahr 1800, als er etwa 20 Jahre alt war, heiratete Tanner eine Ojibwe-Frau namens Mis-kwa-bun-o-kwa, die Nichte der Fellhändlerin Madeleine LaFramboise aus Michigan. 1801 lernte Tanner den Pelzhändler Daniel Harmon kennen, der in seinem Tagebuch vermerkte, dass Tanner nur Saulteaux spreche, von seinem Volk als Häuptling angesehen werde und „in jeder Hinsicht außer in seiner Hautfarbe“ einem Saulteaux gleiche. Um 1807 verließ ihn seine erste Frau, und 1810 heiratete er erneut, und zwar eine indigene Frau namens Therezia. Während beider Ehen geriet er in Streit mit seinen Schwiegereltern und wurde von diesen mit Gewalt bedroht. 1812 erwog er, zu seiner weißen Herkunftsfamilie nach Kentucky zurückzukehren, aber der britisch-amerikanische Krieg von 1812 machte dies unmöglich.

### Pelzhandel und Wiedersehen mit Herkunftsfamilie
Im Jahr 1812 gründete Thomas Douglas, 5. Earl of Selkirk, in der Region die Red-River-Kolonie auf Ländereien, die er von der Hudson’s Bay Company erworben hatte. Tanner unterstützte die Kolonisten dort während des ersten Winters bei der Bisonjagd, als die Nahrung knapp war. Im Jahr 1817 stellte Selkirk Tanner als Führer ein, und sie machten sich auf, Fort Douglas von der englischen Pelzhandelsgesellschaft North West Company zurückzuerobern. Nachdem dies gelungen war, bemühte Lord Selkirk sich darum, anhand von Tanners vagen Erinnerungen an seine Kindheit Tanners Herkunftsfamilie ausfindig zu machen. Dies gelang, und Tanner, der inzwischen kaum noch Englisch sprach, erreichte seine Herkunftsfamilie in Kentucky. Tanner holte seine zweite Frau und seine Kinder aus dieser zweiten Ehe nach, aber seine Frau verließ ihn und ließ sich auf Mackinac Island im Huronsee nieder. Ihre Kinder besuchten die Missionsschule. Das Willkommen seiner Herkunftsfamilie fiel bei diesem zweiten Besuch verhaltener aus als bei seinem ersten. Tanner erkrankte und geriet in Streit mit seiner Stiefmutter über den Verkaufserlös zweier Sklaven der Familie Tanner, die nach dem Tod seines Vaters nach Kuba verkauft worden waren. Tanner gab 1822 die Hoffnung auf, in sein früheres Leben unter Weißen zurückzukehren, und kehrte in die kanadischen Territorien zurück, wo er eine Zeit lang als Händler für die American Fur Company am Rainy Lake tätig war. Im Jahr 1823 versuchte er, seine Kinder aus erster Ehe zurückzufordern. Seine ehemalige Ehefrau weigerte sich, sie herauszugeben, und beauftragte jemanden, Tanner zu töten. Tanner überlebte dessen Angriff schwerverletzt.

### Buchveröffentlichung
Nach einer längeren Genesungszeit ließ er sich 1827 mit seiner zweiten Frau wieder auf Mackinac Island nieder und arbeitete als Dolmetscher auf einem Außenposten der US-Armee. Hier lernte er den Entdecker, Botaniker und Arzt Edwin James (1797–1861) kennen. James schrieb Tanners Geschichte über sein Leben unter den Ojibwe nieder. Das 1830 veröffentlichte Buch A Narrative of the Captivity and Adventures of John Tanner wurde ein großer Erfolg und ist bis heute ein wichtiges und detailliertes historisches Dokument über das Volk der Ojibwe in einer Umbruchzeit. Es wurde 1835 ins Französische und 1840 ins Deutsche übersetzt. Alexander Puschkin machte die Leser seiner Zeitschrift Der Zeitgenosse (Современник) im Jahr 1856 mit Auszügen aus James’ Buch über Tanner bekannt, die Puschkin selbst aus dem Englischen ins Russische übersetzt hatte.

### Tätigkeit als Dolmetscher
Am 19. Juli 1831 traf Tanner auf der Rückreise nach Sault Ste. Marie (Ontario), wo er sich mit der Veröffentlichung seines Buches befasste, auf der Fähre von Detroit den Politikwissenschaftler und Philosophen Alexis de Tocqueville (1805–1859), dem er ein Exemplar seiner Erzählung übergab – eine wichtige Begegnung, denn Tanners Buch bildete die Grundlage für de Tocquevilles Auffassung von den indigenen Gesellschaften in der nordamerikanischen Wildnis und wird in seinem Werk De la démocratie en Amérique („Über die Demokratie in Amerika“) zitiert.
Tanner erarbeitete mit Edwin James zusammen eine Übersetzung des Neuen Testaments der Bibel in die Ojibwe-Sprache („Kekitchemanitomenahn gahbemahjeinnunk Jesus Christ otoashke wawweendummahgawin“), die 1833 in Albany bei Packard & van Benthuysen erschien.
1828 zog Tanner nach Sault Ste. Marie und begann, als Dolmetscher für den Indianeragenten Henry Rowe Schoolcraft zu arbeiten. Tanner wurde in eine Streitigkeit zwischen Schoolcraft und Abel Bingham, einem baptistischen Missionar, um die Leitung der örtlichen Missionsschule verwickelt, mit dem Ergebnis, dass schließlich sowohl Schoolcraft als auch Bingham Tanner beschuldigten, sich auf die Seite des anderen gestellt und ihr Vertrauen missbraucht zu haben.
Wahrscheinlich im Jahr 1840 heiratete Tanner zum dritten Mal, diesmal ein weißes Zimmermädchen aus Detroit, das ihn aber alsbald wieder verließ.
Tanner lebte für den Rest seines Lebens, sozial deklassiert und weitgehend isoliert, am Rande der Stadt Sault Ste. Marie. Nach dem Urteil von Edwin James, der Tanners Lebensgeschichte bis 1830 nach dessen mündlichen Erzählungen niedergeschrieben hatte, war Tanner „[…] an einem zu späten Zeitpunkt seines Lebens in den Bereich der Zivilisation zurückgekehrt, um noch jene Charaktereigenschaften erwerben zu können, die seiner neuen Lage angemessen wären. Es ist sehr bedauerlich, dass er unter uns beinahe stets mit solchen Individuen zusammentreffen muss, die so sehr von aller Großmut entblößt sind, dass sie seine unvermeidbare Unwissenheit hinsichtlich der Gebräuche der zivilisierten Gesellschaft bewusst ausbeuten. Er ist stets gerecht und großzügig, bis erlittenes Unrecht oder erfahrene Beleidigung seinen Hass und seine Rachedurst wecken. Seine Dankbarkeit ist stets genauso glühend und anhaltend gewesen wie seine Rachsucht.“
1846 wurde John Tanners Hütte niedergebrannt, und kurze Zeit später verschwand er just an dem Tag, an dem Schoolcrafts jüngerer Bruder James Schoolcraft ermordet aufgefunden wurde. Die Stadtbewohner verdächtigten Tanner, Schoolcraft ermordet zu haben, aber Tanner wurde nie festgenommen und seine Täterschaft nie eindeutig bewiesen. Jahre später wurde eine Leiche in einem Moor unweit der Stadt Sault Ste. Marie entdeckt. Dieser Tote konnte nicht zweifelsfrei als John Tanner identifiziert werden.